# Stephen Mangan
Stephen Mangan (Londra, 16 maggio 1968) è un attore britannico.

## Biografia
È noto soprattutto per i ruoli di Guy Secretan nella sitcom Green Wing, di Sean Lincoln in Episodes e del detective olistico Dirk Gently nell'omonima serie televisiva.
Tra il 2013 e il 2014 ha condotto il programma televisivo di genere reality Chi ti ha dato la patente? (Barely Legal Drivers) sulla BBC.

## Filmografia

### Cinema
- Martha da legare (Martha, Meet Frank, Daniel and Laurence), regia di Nick Hamm (1998)
- Billy Elliot, regia di Stephen Daldry (2000)
- Offending Angels, regia di Andrew Rajan (2000)
- Chunky Monkey, regia di Greg Cruttwell (2001)
- Birthday Girl, regia di Jez Butterworth (2001)
- SuperTex, regia di Jan Schütte (2003)
- Stories of Lost Souls, registi vari (2005)
- Festival, regia di Annie Griffin (2005)
- Confetti, regia di Debbie Isitt (2006)
- Someone Else, regia di Col Spector (2006)
- Beyond the Pole, regia di David L. Williams (2009)
- Rush, regia di Ron Howard (2013)
- Ogni tuo respiro (Breathe), regia di Andy Serkis (2017)

### Televisione
- Big Bad World – serie TV, episodio 1x01 (1999)
- Watership Down – serie TV, 13 episodi (1999) – voce
- In Defence – serie TV, episodio 1x01 (2000)
- Human Remains – serie TV, episodio 1x01 (2000)
- Sword of Honour, regia di Bill Anderson – film TV (2001)
- Adrian Mole: The Cappuccino Years – serie TV, 6 episodi (2001)
- The Armando Iannucci Shows – serie TV, 6 episodi (2001)
- I'm Alan Partridge – serie TV, episodio 2x03 (2002)
- Ready When You Are Mr. McGill, regia di Paul Seed – film TV (2003)
- Lucky Jim, regia di Robin Shepperd – film TV (2003)
- Seven Wonders of the Industrial World – serie TV, episodio 1x06 (2003)
- Frankenstein: Birth of a Monster, regia di Mary Downes – film TV (2003)
- Green Wing – serie TV, 18 episodi (2004-2006)
- Nathan Barley – serie TV, episodio 1x03 (2005)
- Bromwell High – serie TV, 8 episodi (2005) – voce
- Jane Hall – serie TV, 6 episodi (2006)
- The Secret Policeman's Ball, regia di Julia Knowles – film TV (2006)
- Miss Marple (Agatha Christie's Marple) - serie TV, episodio 3x01 (2007)
- Hyperdrive – serie TV, episodio 2x01 (2007)
- Who Gets the Dog?, regia di Nicholas Renton – film TV (2007)
- Untitled Victoria Pile Project, regia di Victoria Pile – film TV (2008)
- Never Better – serie TV, 6 episodi (2008)
- Snowdon and Margaret: Inside a Royal Marriage, regia di Maninderpal Sahota – film TV (2008) – voce
- Free Agents – serie TV, 6 episodi (2009)
- 10 Minute Tales – serie TV, episodio 1x02 (2009)
- Dirk Gently – serie TV, 4 episodi (2010-2012)
- The Comic Strip Presents... – serie TV, 1 episodio (2011)
- Episodes – serie TV, 16 episodi (2011-2012)

### Doppiaggio
- Postino Pat - Il film, regia di Mike Disa (2014)